# Puntate di Melevisione (ottava stagione)
L'ottava stagione di Melevisione venne trasmessa tra il 2005 e il 2006 ed è composta da 156 puntate.
La Melevisione andava in onda regolarmente dal lunedì al giovedì; invece, ogni venerdì, andava in onda la rubrica La giostra di re Quercia, in cui il sovrano raccontava un episodio passato della Melevisione attraverso la sua giostra.

## Cast
| Personaggio        | Interprete                 |
| ------------------ | -------------------------- |
| Milo Cotogno       | Lorenzo Branchetti         |
| Fata Lina          | Paola D'Arienzo            |
| Strega Varana      | Zahira Berrezouga          |
| Radio Gufo         | Guido Ruffa                |
| Lupo Lucio         | Guido Ruffa                |
| Re Quercia         | Diego Casale               |
| Principessa Odessa | Carlotta Jossetti          |
| Balia Bea          | Licia Navarrini            |
| Principe Giglio    | Enrico Dusio               |
| Orco Rubio         | Giuseppe Loconsole         |
| Orchessa Orchidea  | Barbara Abbondanza         |
| Gnomo Ronfo        | Giancarlo Judica Cordiglia |
| Gnoma Linfa        | Olivia Manescalchi         |
| Vermio Malgozzo    | Riccardo Forte             |
| Cuoco Basilio      | Lando Francini             |

## Episodi
Gli episodi evidenziati in giallo sono stati inclusi ne I Classici della Melevisione. Gli episodi evidenziati in grigio appartengono alla rubrica La giostra di Re Quercia.
| Nº tot. | Prima TV ita     | Nome della puntata                                                      | Personaggi presenti                                                | Sceneggiatura     | Tema                         | Canzone                     |
| ------- | ---------------- | ----------------------------------------------------------------------- | ------------------------------------------------------------------ | ----------------- | ---------------------------- | --------------------------- |
| 1       | 10 ottobre 2005  | Un bue Re                                                               | Milo Cotogno, Re Quercia, Fata Lina, Strega Varana                 | Bruno Tognolini   | Inizi                        | "Uno bue re gatto via!"     |
| 2       | 11 ottobre 2005  | Lucio spaventapasseri                                                   | Milo Cotogno, Gnomo Ronfo, Gnoma Linfa, Lupo Lucio                 | Lorenza Cingoli   | Grano                        |                             |
| 3       | 12 ottobre 2005  | L'apprendista pasticcera                                                | Milo Cotogno, Cuoco Basilio, Strega Varana, Gnomo Ronfo            | Lorenza Cingoli   | Imparare                     |                             |
| 4       | 13 ottobre 2005  | Una spada invincibile                                                   | Gnoma Linfa, Principe Giglio, Lupo Lucio, Orco Rubio               | Luisa Mattia      | Spade                        |                             |
| 5       | 14 ottobre 2005  | La giostra di Re Quercia: Lo spirito di Boscorosso (Sesta stagione)     | Re Quercia                                                         |                   |                              |                             |
| 6       | 17 ottobre 2005  | Il bagno dell'Orco                                                      | Milo Cotogno, Orco Rubio, Principessa Odessa, Gnomo Ronfo          | Janna Carioli     | Pulizia personale            |                             |
| 7       | 18 ottobre 2005  | Un Lupo molto attraente                                                 | Milo Cotogno, Gnomo Ronfo, Gnoma Linfa, Lupo Lucio                 | Martina Forti     | Geologia                     |                             |
| 8       | 19 ottobre 2005  | Lupo Ciccio e Princistecca                                              | Balia Bea, Lupo Lucio, Principessa Odessa, Fata Lina               | Bruno Tognolini   | Magro e grasso               |                             |
| 9       | 20 ottobre 2005  | L'incantesimo della Fata                                                | Milo Cotogno, Fata Lina, Principe Giglio, Lupo Lucio               | Venceslao Cembalo | Fiducia                      | "Le grandi imprese"         |
| 10      | 21 ottobre 2005  | La Giostra di Re Quercia: Casa mia, casa mia... (Quarta stagione)       | Re Quercia                                                         |                   |                              |                             |
| 11      | 24 ottobre 2005  | Antro dolce antro                                                       | Milo Cotogno, Cuoco Basilio, Strega Varana, Gnoma Linfa            | Martina Forti     | Ordine e disordine           |                             |
| 12      | 25 ottobre 2005  | Un regalo da Folletto                                                   | Milo Cotogno, Lupo Lucio, Fata Lina, Principe Giglio               | Lorenza Cingoli   | Timidezza                    |                             |
| 13      | 26 ottobre 2005  | Il nascondiglio segreto                                                 | Balia Bea, Orco Rubio, Principe Giglio, Principessa Odessa         | Janna Carioli     | Nascondigli segreti          |                             |
| 14      | 27 ottobre 2005  | Le mani scambiate                                                       | Milo Cotogno, Balia Bea, Principe Giglio, Principessa Odessa       | Martina Forti     | Mani                         | "Le Mani"                   |
| 15      | 28 ottobre 2005  | La giostra di Re Quercia: Il soccorso dei topi (Sesta stagione)         | Re Quercia                                                         |                   |                              |                             |
| 16      | 31 ottobre 2005  | La parte del Lupo                                                       | Milo Cotogno, Lupo Lucio, Gnoma Linfa, Principessa Odessa          | Venceslao Cembalo | Cappuccetto rosso            |                             |
| 17      | 1º novembre 2005 | Un Orco che ne vale due                                                 | Milo Cotogno, Orco Rubio, Gnomo Ronfo, Gnoma Linfa                 | Luisa Mattia      | Identità                     | "È l'orco è l'orco!"        |
| 18      | 2 novembre 2005  | Una valigia per la Strega                                               | Balia Bea, Strega Varana, Principe Giglio, Principessa Odessa      | Luisa Mattia      | Viaggi e valigie             |                             |
| 19      | 3 novembre 2005  | Ronfo dei boschi                                                        | Milo Cotogno, Vermio Malgozzo, Gnomo Ronfo, Gnoma Linfa            | Janna Carioli     | Prepotenza                   |                             |
| 20      | 4 novembre 2005  | La giostra di Re Quercia: Il mago della zucca (Settima stagione)        | Re Quercia                                                         |                   |                              |                             |
| 21      | 7 novembre 2005  | Chi ha paura del lupo cattivo?                                          | Milo Cotogno, Balia Bea, Lupo Lucio, Fata Lina                     | Janna Carioli     | Paura (Halloween)            |                             |
| 22      | 8 novembre 2005  | L'ordine della Principessa                                              | Milo Cotogno, Gnomo Ronfo, Strega Varana, Principessa Odessa       | Venceslao Cembalo | Lavoro                       | "Mille caramelle"           |
| 23      | 9 novembre 2005  | Giganti in transito                                                     | Gnomo Ronfo, Gnoma Linfa, Lupo Lucio, Fata Lina                    | Bruno Tognolini   | Giganti                      |                             |
| 24      | 10 novembre 2005 | La Strega delle nevi                                                    | Milo Cotogno, Re Quercia, Strega Varana, Principe Giglio           | Lorenza Cingoli   | Freddo                       |                             |
| 25      | 11 novembre 2005 | La giostra di Re Quercia: La tartaruga fatata (Sesta stagione)          | Re Quercia                                                         |                   |                              |                             |
| 26      | 14 novembre 2005 | Giglioblù                                                               | Milo Cotogno, Lupo Lucio, Principe Giglio, Principessa Odessa      | Lucia Franchitti  | Chiavi                       |                             |
| 27      | 15 novembre 2005 | Il mistero dei rosicalibri                                              | Milo Cotogno, Balia Bea, Gnoma Linfa, Strega Varana                | Luisa Mattia      | Malattie dei libri           | "Un libro per amico"        |
| 28      | 16 novembre 2005 | Il bacio dell'Orco                                                      | Balia Bea, Gnomo Ronfo, Gnoma Linfa, Orco Rubio                    | Martina Forti     | Sonno                        |                             |
| 29      | 17 novembre 2005 | Il comodino fatato                                                      | Milo Cotogno, Balia Bea, Cuoco Basilio, Lupo Lucio                 | Lorenza Cingoli   | Legno                        |                             |
| 30      | 18 novembre 2005 | La giostra di Re Quercia: Carta canta (Sesta stagione)                  | Re Quercia                                                         |                   |                              |                             |
| 31      | 21 novembre 2005 | Il compleanno della Strega                                              | Milo Cotogno, Balia Bea, Strega Varana, Principessa Odessa         | Martina Forti     | Feste a sorpresa             |                             |
| 32      | 22 novembre 2005 | Musica per la Fata                                                      | Milo Cotogno, Fata Lina, Principe Giglio, Lupo Lucio               | Luisa Mattia      | Strumenti musicali           | "Amica musica"              |
| 33      | 23 novembre 2005 | Un posto da Streghe                                                     | Balia Bea, Gnoma Linfa, Gnomo Ronfo, Strega Varana                 | Lorenza Cingoli   | Streghe                      |                             |
| 34      | 24 novembre 2005 | Un cervo per il Principe                                                | Milo Cotogno, Gnomo Ronfo, Principe Giglio, Vermio Malgozzo        | Venceslao Cembalo | Babbo Natale                 |                             |
| 35      | 25 novembre 2005 | La giostra di Re Quercia: Lilleri, Lalleri, Trilleri (Settima stagione) | Re Quercia                                                         |                   |                              |                             |
| 36      | 28 novembre 2005 | Lo Gnomo-Lupo                                                           | Milo Cotogno, Lupo Lucio, Strega Varana, Gnomo Ronfo               | Bruno Tognolini   | Animali                      |                             |
| 37      | 29 novembre 2005 | Un atleta di sangue blu                                                 | Milo Cotogno, Fata Lina, Principessa Odessa, Principe Giglio       | Lorenza Cingoli   | Sport                        | "Vincano i migliori"        |
| 38      | 30 novembre 2005 | La Regina dei veleni                                                    | Balia Bea, Cuoco Basilio, Re Quercia, Strega Varana                | Janna Carioli     | Funghi                       |                             |
| 39      | 1º dicembre 2005 | Il Torneo di calciopigna                                                | Milo Cotogno, Orco Rubio, Lupo Lucio, Principe Giglio              | Janna Carioli     | Doping                       |                             |
| 40      | 2 dicembre 2005  | La giostra di Re Quercia: Acqua di Fata (Quarta stagione)               | Re Quercia                                                         |                   |                              |                             |
| 41      | 5 dicembre 2005  | Una coda di troppo                                                      | Milo Cotogno, Lupo Lucio, Fata Lina, Orco Rubio                    | Martina Forti     | Code                         |                             |
| 42      | 6 dicembre 2005  | Acqua che viene, acqua che va                                           | Milo Cotogno, Strega Varana, Principe Giglio, Principessa Odessa   | Luisa Mattia      | Acqua                        | "Acqua bell'acqua"          |
| 43      | 7 dicembre 2005  | Un lupo a rotelle                                                       | Gnoma Linfa, Balia Bea, Lupo Lucio, Principessa Odessa             | Lorenza Cingoli   | Handicap                     |                             |
| 44      | 9 dicembre 2005  | La giostra di Re Quercia: Uffa Strega! (Sesta stagione)                 | Re Quercia                                                         |                   |                              |                             |
| 45      | 13 dicembre 2005 | La Principessa muta                                                     | Milo Cotogno, Balia Bea, Lupo Lucio, Fata Lina                     | Martina Forti     | Sirene                       | "Quando arriva la sirena"   |
| 46      | 14 dicembre 2005 | L'amore fra gli Orchi                                                   | Balia Bea, Principessa Odessa, Orco Rubio, Orchessa Orchidea       | Bruno Tognolini   | Amore                        |                             |
| 47      | 15 dicembre 2005 | Una bandiera da inventare                                               | Milo Cotogno, Lupo Lucio, Strega Varana, Gnomo Ronfo               | Luisa Mattia      | Bandiere                     |                             |
| 48      | 16 dicembre 2005 | La giostra di Re Quercia: Le metamorfosi dell'Orco (Settima stagione)   | Re Quercia                                                         |                   |                              |                             |
| 49      | 19 dicembre 2005 | I cigni selvatici                                                       | Milo Cotogno, Gnomo Ronfo, Gnoma Linfa, Principessa Odessa         | Lorenza Cingoli   | Volo                         |                             |
| 50      | 20 dicembre 2005 | La salita della pace                                                    | Milo Cotogno, Gnomo Ronfo, Lupo Lucio, Orco Rubio                  | Bruno Tognolini   | Litigi e pace                | "Io son più bello di te"    |
| 51      | 21 dicembre 2005 | Il calendario della Strega                                              | Balia Bea, Strega Varana, Principe Giglio, Vermio Malgozzo         | Luisa Mattia      | Calendario                   |                             |
| 52      | 22 dicembre 2005 | Un Cuoco con la coda                                                    | Milo Cotogno, Cuoco Basilio, Lupo Lucio, Principessa Odessa        | Venceslao Cembalo | Mode culinarie               |                             |
| 53      | 23 dicembre 2005 | La giostra di Re Quercia: Regali! Regali! (Sesta stagione)              | Re Quercia                                                         |                   |                              |                             |
| 54      | 26 dicembre 2005 | L'apparenza inganna                                                     | Milo Cotogno, Fata Lina, Strega Varana, Principe Giglio            | Martina Forti     | Buoni e cattivi              |                             |
| 55      | 27 dicembre 2005 | Mi salvi chi può!                                                       | Milo Cotogno, Gnomo Ronfo, Principessa Odessa, Lupo Lucio          | Janna Carioli     | Fascino dell'eroe            | "Com'è un eroe"             |
| 56      | 28 dicembre 2005 | Risate di Drago                                                         | Gnomo Ronfo, Gnoma Linfa, Re Quercia, Fata Lina                    | Lucia Franchitti  | Draghi                       |                             |
| 57      | 29 dicembre 2005 | L'Orco ranocchio                                                        | Milo Cotogno, Balia Bea, Orco Rubio, Orchessa Orchidea             | Lorenza Cingoli   | Fine dell'anno               |                             |
| 58      | 30 dicembre 2005 | La giostra di Re Quercia: Re Braccio d'Oro (Settima stagione)           | Re Quercia                                                         |                   |                              |                             |
| 59      | 2 gennaio 2006   | Di' la verità!                                                          | Milo Cotogno, Gnomo Ronfo, Cuoco Basilio, Vermio Malgozzo          | Bruno Tognolini   | Verità                       |                             |
| 60      | 3 gennaio 2006   | Il fiuto del Lupo                                                       | Milo Cotogno, Fata Lina, Lupo Lucio, Principe Giglio               | Venceslao Cembalo | Caccia                       | "Un principe davanti a te"  |
| 61      | 4 gennaio 2006   | Una Balia da cambiare                                                   | Balia Bea, Lupo Lucio, Principessa Odessa, Principe Giglio         | Luisa Mattia      | Ripicche                     |                             |
| 62      | 5 gennaio 2006   | Strega Befana                                                           | Milo Cotogno, Gnoma Linfa, Gnomo Ronfo, Strega Varana              | Martina Forti     | Befana                       |                             |
| 63      | 6 gennaio 2006   | La giostra di Re Quercia: Una visita speciale (Sesta stagione)          | Re Quercia                                                         |                   |                              |                             |
| 64      | 9 gennaio 2006   | Briciole di stelle                                                      | Milo Cotogno, Gnomo Ronfo, Gnoma Linfa, Vermio Malgozzo            | Venceslao Cembalo | Uccelli di fiaba             |                             |
| 65      | 11 gennaio 2006  | La danza stregatempo                                                    | Balia Bea, Re Quercia, Strega Varana, Principe Giglio              | Lorenza Cingoli   | Storia                       |                             |
| 66      | 12 gennaio 2006  | Saette per il Lupo                                                      | Milo Cotogno, Gnomo Ronfo, Gnoma Linfa, Lupo Lucio                 | Luisa Mattia      | Conigli magici e non         |                             |
| 67      | 13 gennaio 2006  | La giostra di Re Quercia: Il lupo dei ghiacci (Sesta stagione)          | Re Quercia                                                         |                   |                              |                             |
| 68      | 16 gennaio 2006  | Le bacche misteriose                                                    | Milo Cotogno, Gnomo Ronfo, Gnoma Linfa, Lupo Lucio                 | Luisa Mattia      | Letargo                      |                             |
| 69      | 17 gennaio 2006  | Usa e riusa                                                             | Milo Cotogno, Strega Varana, Orco Rubio, Orchessa Orchidea         | Janna Carioli     | Riciclo                      | "Canzone del riciclaggio"   |
| 70      | 18 gennaio 2006  | Un tesoro di libro                                                      | Gnomo Ronfo, Lupo Lucio, Fata Lina, Balia Bea                      | Martina Forti     | Libri di pirati              |                             |
| 71      | 19 gennaio 2006  | Un calzino in salsa reale                                               | Milo Cotogno, Cuoco Basilio, Principe Giglio, Principessa Odessa   | Luisa Mattia      | Calzini                      |                             |
| 72      | 20 gennaio 2006  | La giostra di Re Quercia: Chi la fa l'aspetti (Sesta stagione)          | Re Quercia                                                         |                   |                              |                             |
| 73      | 23 gennaio 2006  | Un topo, aiuto!                                                         | Milo Cotogno, Orco Rubio, Gnomo Ronfo, Principessa Odessa          | Lucia Franchitti  | Topi                         | "Visti dalla luna"          |
| 74      | 24 gennaio 2006  | Frutteti fatati                                                         | Milo Cotogno, Fata Lina, Strega Varana, Principe Giglio            | Bruno Tognolini   | Frutta                       |                             |
| 75      | 25 gennaio 2006  | Una Strega per amica                                                    | Balia Bea, Re Quercia, Principessa Odessa, Strega Varana           | Bruno Tognolini   | Cattive compagnie            |                             |
| 76      | 26 gennaio 2006  | Strillo il pipistrello                                                  | Milo Cotogno, Strega Varana, Gnomo Ronfo, Gnoma Linfa              | Janna Carioli     | Pipistrelli                  |                             |
| 77      | 27 gennaio 2006  | La giostra di Re Quercia: Tutti per uno (Quinta stagione)               | Re Quercia                                                         |                   |                              |                             |
| 78      | 30 gennaio 2006  | L'imbroglio di Lupo Lucio                                               | Milo Cotogno, Gnomo Ronfo, Lupo Lucio, Fata Lina                   | Janna Carioli     | Animali in via di estinzione |                             |
| 79      | 31 gennaio 2006  | Una zucca a colori                                                      | Balia Bea, Lupo Lucio, Cuoco Basilio, Orchessa Orchidea            | Lucia Franchitti  | Verdure                      |                             |
| 80      | 1º febbraio 2006 | La vernice invecchiante                                                 | Milo Cotogno, Principessa Odessa, Lupo Lucio, Vermio Malgozzo      | Martina Forti     | Vecchiaia                    | "Ogni stagione è bella"     |
| 81      | 2 febbraio 2006  | Una gara di bugie                                                       | Milo Cotogno, Gnoma Linfa, Gnomo Ronfo, Strega Varana              | Luisa Mattia      | Provocazioni                 |                             |
| 82      | 3 febbraio 2006  | La giostra di Re Quercia: Il lupo prigioniero (Sesta stagione)          | Re Quercia                                                         |                   |                              |                             |
| 83      | 6 febbraio 2006  | Il Principe mamma                                                       | Milo Cotogno, Lupo Lucio, Fata Lina, Principe Giglio               | Lorenza Cingoli   | Latte                        |                             |
| 84      | 7 febbraio 2006  | Stregone per un giorno                                                  | Milo Cotogno, Gnomo Ronfo, Strega Varana, Vermio Malgozzo          | Lucia Franchitti  | Bibite stregate              | "Un mantello per sparire"   |
| 85      | 8 febbraio 2006  | Puzza di Lupo                                                           | Gnomo Ronfo, Gnoma Linfa, Lupo Lucio, Fata Lina                    | Bruno Tognolini   | Odori e odorati              |                             |
| 86      | 9 febbraio 2006  | Invito all'Orcoballo                                                    | Milo Cotogno, Principessa Odessa, Orco Rubio, Orchessa Orchidea    | Luisa Mattia      |                              |                             |
| 87      | 10 febbraio 2006 | La giostra di Re Quercia: La bibita misteriosa (Sesta stagione)         | Re Quercia                                                         |                   |                              |                             |
| 88      | 13 febbraio 2006 | Una strega troppo buona                                                 | Milo Cotogno, Re Quercia, Strega Varana, Principessa Odessa        | Luisa Mattia      | Buone azioni                 |                             |
| 89      | 14 febbraio 2006 | Un letto da fiaba                                                       | Milo Cotogno, Gnomo Ronfo, Gnoma Linfa, Principessa Odessa         | Lorenza Cingoli   | Letti                        | "I sogni sono caramelle"    |
| 90      | 15 febbraio 2006 | Missione segreta                                                        | Balia Bea, Gnomo Ronfo, Orco Rubio, Principessa Odessa             | Janna Carioli     | Grandi imprese               |                             |
| 91      | 16 febbraio 2006 | La lingua dei Draghi                                                    | Milo Cotogno, Gnomo Ronfo, Gnoma Linfa, Strega Varana              | Venceslao Cembalo | Versi degli animali          |                             |
| 92      | 17 febbraio 2006 | La giostra di Re Quercia: La paga della Strega (Quinta stagione)        | Re Quercia                                                         |                   |                              |                             |
| 93      | 20 febbraio 2006 | Un osso per mastino                                                     | Milo Cotogno, Cuoco Basilio, Strega Varana, Principessa Odessa     | Lorenza Cingoli   | Ossa                         |                             |
| 94      | 21 febbraio 2006 | Il grande tortino                                                       | Milo Cotogno, Fata Lina, Lupo Lucio, Principessa Odessa            | Luisa Mattia      | Cibo                         | "Pizza pizza Margherita"    |
| 95      | 22 febbraio 2006 | Lucciole brillanti                                                      | Balia Bea, Strega Varana, Gnomo Ronfo, Vermio Malgozzo             | Janna Carioli     | Lucciole                     |                             |
| 96      | 23 febbraio 2006 | Il Principe Orco                                                        | Milo Cotogno, Gnoma Linfa, Principe Giglio, Orchidea               | Martina Forti     | Trasformazioni               |                             |
| 97      | 24 febbraio 2006 | La giostra di Re Quercia: Il rifugio di Ronfo (Settima stagione)        | Re Quercia                                                         |                   |                              |                             |
| 98      | 27 febbraio 2006 | Le magiche bacchette                                                    | Milo Cotogno, Lupo Lucio, Fata Lina, Vermio Malgozzo               | Martina Forti     | Bacchette magiche            |                             |
| 99      | 1º marzo 2006    | Un Orco di montagna                                                     | Balia Bea, Orco Rubio, Gnomo Ronfo, Gnoma Linfa                    | Lorenza Cingoli   | Montagna                     |                             |
| 100     | 2 marzo 2006     | Il messaggio fiorito                                                    | Milo Cotogno, Lupo Lucio, Principessa Odessa, Principe Giglio      | Martina Forti     | Linguaggio dei fiori         |                             |
| 101     | 3 marzo 2006     | La giostra di Re Quercia: Il Gigante Striccafolletti (Terza stagione)   | Re Quercia                                                         |                   |                              |                             |
| 102     | 6 marzo 2006     | Un animale eccezionale                                                  | Milo Cotogno, Lupo Lucio, Gnoma Linfa, Gnomo Ronfo                 | Venceslao Cembalo | Fiducia in sé                |                             |
| 103     | 7 marzo 2006     | Gli Alberi Narratori                                                    | Milo Cotogno, Fata Lina, Re Quercia, Orco Rubio                    | Bruno Tognolini   | Alberi magici                | "Creature in piedi"         |
| 104     | 8 marzo 2006     | Buon viaggio, farfalle!                                                 | Balia Bea, Gnomo Ronfo, Strega Varana, Fata Lina                   | Luisa Mattia      | Insetti                      |                             |
| 105     | 9 marzo 2006     | I funghi porcelli                                                       | Milo Cotogno, Cuoco Basilio, Strega Varana, Orchessa Orchidea      | Janna Carioli     | Cibi da orchi                |                             |
| 106     | 10 marzo 2006    | La giostra di Re Quercia: Uno gnomo meccanico (Sesta stagione)          | Re Quercia                                                         |                   |                              |                             |
| 107     | 13 marzo 2006    | Un Orco più orcolo                                                      | Balia Bea, Re Quercia, Orco Rubio, Fata Lina                       | Venceslao Cembalo | Difetti                      |                             |
| 108     | 14 marzo 2006    | Bibliotechina Pignadoro                                                 | Milo Cotogno, Vermio Malgozzo, Gnoma Linfa, Lupo Lucio             | Bruno Tognolini   | Biblioteche                  | "Biblioteca dei sogni"      |
| 109     | 15 marzo 2006    | L'arcobaleno rubato                                                     | Milo Cotogno, Principessa Odessa, Fata Lina, Strega Varana         | Lorenza Cingoli   | Arcobaleno                   |                             |
| 110     | 16 marzo 2006    | Una gallina per il Lupo                                                 | Mio Cotogno, Gnomo Ronfo, Gnoma Linfa, Lupo Lucio                  | Luisa Mattia      | Galline                      |                             |
| 111     | 17 marzo 2006    | La giostra di Re Quercia: Zio Geranio (Sesta stagione)                  | Re Quercia                                                         |                   |                              |                             |
| 112     | 20 marzo 2006    | Il Lupo con gli stivali                                                 | Milo Cotogno, Lupo Lucio, Principessa Odessa, Orchessa Orchidea    | Lucia Franchitti  | Stivali di fiaba             |                             |
| 113     | 21 marzo 2006    | Il ritorno di Sciupafiabe                                               | Milo Cotogno, Gnoma Linfa, Strega Varana, Principe Giglio          | Martina Forti     | Sciupafiabe                  | "La canzone di Sciupafiabe" |
| 114     | 22 marzo 2006    | Desideri di Fata                                                        | Gnoma Linfa, Gnomo Ronfo, Fata Lina, Lupo Lucio                    | Janna Carioli     | Desideri                     |                             |
| 115     | 23 marzo 2006    | Fiaba e fagioli                                                         | Milo Cotogno, Cuoco Basilio, Balia Bea, Principessa Odessa         | Bruno Tognolini   | Fagioli                      |                             |
| 116     | 24 marzo 2006    | La giostra di Re Quercia: Amore a prima svista (Sesta stagione)         | Re Quercia                                                         |                   |                              |                             |
| 117     | 27 marzo 2006    | La pappa dell'Orco                                                      | Milo Cotogno, Re Quercia, Gnoma Linfa, Orco Rubio                  | Luisa Mattia      | Cibi dell'antichità          |                             |
| 118     | 28 marzo 2006    | Il filtro di Strega Rosezia                                             | Milo Cotogno, Strega Varana, Principe Giglio, Fata Lina            | Venceslao Cembalo | Cattiveria                   | "Strega!"                   |
| 119     | 29 marzo 2006    | La scelta giusta                                                        | Gnomo Ronfo, Gnoma Linfa, Balia Bea, Principessa Odessa            | Venceslao Cembalo | Disubbidienza                |                             |
| 120     | 30 marzo 2006    | Il Lupino fatato                                                        | Milo Cotogno, Fata Lina, Strega Varana, Lupo Lucio                 | Janna Carioli     | Piante fatate                |                             |
| 121     | 31 marzo 2006    | La giostra di Re Quercia: Le scarpette del Lupo (Settima stagione)      | Re Quercia                                                         |                   |                              |                             |
| 122     | 3 aprile 2006    | Stelle di Fata                                                          | Milo Cotogno, Principe Giglio, Fata Lina, Orchessa Orchidea        | Lucia Franchitti  | Fate                         |                             |
| 123     | 4 aprile 2006    | Il Grande Circo                                                         | Milo Cotogno, Lupo Lucio, Gnomo Ronfo, Gnoma Linfa                 | Janna Carioli     | Circo                        | "Ambarabaciciccircocò!"     |
| 124     | 5 aprile 2006    | Il piffero magico                                                       | Gnoma Linfa, Re Quercia, Strega Varana, Principessa Odessa         | Lorenza Cingoli   | Ballo                        |                             |
| 125     | 6 aprile 2006    | Milo Cenerentolo                                                        | Milo Cotogno, Lupo Lucio, Gnomo Ronfo, Gnoma Linfa                 | Lorenza Cingoli   | Milo Cotogno                 |                             |
| 126     | 7 aprile 2006    | La giostra di Re Quercia: Fratello Lupo (Quinta stagione)               | Re Quercia                                                         |                   |                              |                             |
| 127     | 11 aprile 2006   | Chiedi la Luna                                                          | Milo Cotogno, Principessa Odessa, Vermio Malgozzo, Strega Varana   | Lorenza Cingoli   | Luna                         | "Guarda la Luna"            |
| 128     | 12 aprile 2006   | I biscotti della Fiducia                                                | Balia Bea, Gnoma Linfa, Strega Varana, Cuoco Basilio               | Venceslao Cembalo | Fiducia negli altri          |                             |
| 129     | 13 aprile 2006   | L'uovo in palio                                                         | Gnoma Linfa, Orco Rubio, Fata Lina, Principe Giglio                | Martina Forti     | Uova                         |                             |
| 130     | 14 aprile 2006   | La giostra di Re Quercia: Principi e cammelli (Settima stagione)        | Re Quercia                                                         |                   |                              |                             |
| 131     | 17 aprile 2006   | Ride bene chi ride buffo                                                | Milo Cotogno, Lupo Lucio, Vermio Malgozzo, Fata Lina               | Bruno Tognolini   | Ridere                       |                             |
| 132     | 18 aprile 2006   | La Principessa incantata                                                | Milo Cotogno, Gnoma Linfa, Principe Giglio, Principessa Odessa     | Lorenza Cingoli   | Api                          | "Felici e contenti"         |
| 133     | 19 aprile 2006   | Un regalo per l'Orco                                                    | Balia Bea, Orchessa Orchidea, Fata Lina, Gnoma Linfa               | Venceslao Cembalo | Computer                     |                             |
| 134     | 20 aprile 2006   | Sangue di Re                                                            | Milo Cotogno, Balia Bea, Re Quercia, Strega Varana                 | Janna Carioli     | Sangue                       |                             |
| 135     | 21 aprile 2006   | La giostra di Re Quercia: Il teatrone dei burattini (Settima stagione)  | Re Quercia                                                         |                   |                              |                             |
| 136     | 24 aprile 2006   | Un Dragodrillo per la Fata                                              | Milo Cotogno, Gnoma Linfa, Gnomo Ronfo, Fata Lina                  | Luisa Mattia      | Bestiario fantastico         |                             |
| 137     | 25 aprile 2006   | Al Lupo! Al Lupo!                                                       | Milo Cotogno, Gnomo Ronfo, Gnoma Linfa, Lupo Lucio                 | Bruno Tognolini   | Allarmismo                   | "Al Lupo! Al Lupo!"         |
| 138     | 26 aprile 2006   | Il complotto del Cuoco                                                  | Balia Bea, Principessa Odessa, Cuoco Basilio, Lupo Lucio           | Martina Forti     | Allergie                     |                             |
| 139     | 27 aprile 2007   | Scegli Giglio                                                           | Milo Cotogno, Principe Giglio, Gnoma Linfa, Fata Lina              | Martina Forti     | Elezioni                     |                             |
| 140     | 28 aprile 2007   | La giostra di Re Quercia: La tovaglia magica (Sesta stagione)           | Re Quercia                                                         |                   |                              |                             |
| 141     | 2 maggio 2006    | L'abito più prezioso                                                    | Milo Cotogno, Principessa Odessa, Principe Giglio, Vermio Malgozzo | Janna Carioli     | Abiti firmati                | "Ognuno è bello"            |
| 142     | 3 maggio 2006    | A cena con gli Orchi                                                    | Gnomo Ronfo, Gnoma Linfa, Fata Lina, Orchessa Orchidea             | Venceslao Cembalo | Pasta                        |                             |
| 143     | 4 maggio 2006    | La Stregatta                                                            | Milo Cotogno, Strega Varana, Fata Lina, Principe Giglio            | Lorenza Cingoli   | Gatto                        |                             |
| 144     | 5 maggio 2006    | La giostra di Re Quercia: Una festa geniale (Quarta stagione)           | Re Quercia                                                         |                   |                              |                             |
| 145     | 29 maggio 2006   | Il segreto di un bacio                                                  | Milo Cotogno, Strega Varana, Fata Lina, Principe Giglio            | Luisa Mattia      | Baci di fiaba                |                             |
| 146     | 30 maggio 2006   | Una Strega molto elegante                                               | Milo Cotogno, Lupo Lucio, Strega Varana, Orchessa Orchidea         | Luisa Mattia      | Equivoci                     | "Sarai bella tu!"           |
| 147     | 31 maggio 2006   | Coraggio, Vermio!                                                       | Balia Bea, Gnoma Linfa, Fata Lina, Vermio Malgozzo                 | Venceslao Cembalo | Talento                      |                             |
| 148     | 1º giugno 2006   | Cinque colori per Odessa                                                | Milo Cotogno, Lupo Lucio, Principessa Odessa, Principe Giglio      | Lorenza Cingoli   | I 5 colori della salute      |                             |
| 149     | 2 giugno 2006    | La giostra di Re Quercia: Un ritratto per Odessa (Settima stagione)     | Re Quercia                                                         |                   |                              |                             |
| 150     | 5 giugno 2006    | Attenti al Lupo!                                                        | Milo Cotogno, Gnomo Ronfo, Gnoma Linfa, Lupo Lucio                 | Venceslao Cembalo | Lupo di fiaba                |                             |
| 151     | 6 giugno 2006    | Orologio batticuore                                                     | Milo Cotogno, Gnoma Linfa, Lupo Lucio, Principe Giglio             | Lorenza Cingoli   | Cuore                        |                             |
| 152     | 7 giugno 2006    | Il fantasma della Torre                                                 | Milo Cotogno, Balia Bea, Fata Lina, Strega Varana                  | Lucia Franchitti  | Fantasmi                     |                             |
| 153     | 8 giugno 2006    | Bagliori al castello                                                    | Milo Cotogno, Re Quercia, Lupo Lucio, Orco Rubio                   | Lorenza Cingoli   | Fuoco                        |                             |
| 154     | 9 giugno 2006    | La giostra di Re Quercia: La ruota dei libri (Sesta stagione)           | Re Quercia                                                         |                   |                              |                             |
| 155     | 12 giugno 2006   | Un lupo sulle spine                                                     | Milo Cotogno, Lupo Lucio, Fata Lina, Balia Bea                     | Luisa Mattia      | Viaggi: Estate               | "Viaggio bel viaggio"       |
| 156     | 13 giugno 2006   | Le radici del Regno                                                     | Milo Cotogno, Cuoco Basilio, Strega Varana, Re Quercia             | Lucia Franchitti  | Regno di Re Quercia          |                             |